# Agatha and the Truth of Murder
Agatha and the Truth of Murder es una película dramática de historia alternativa británica de 2018 sobre la escritora de crímenes Agatha Christie que se ve envuelta en un caso de asesinato de la vida real durante su desaparición de 11 días en 1926. Escrita por Tom Dalton, muestra a Christie investigando el asesinato de la ahijada de Florence Nightingale, Florence Nightingale Shore, que se basa en personas y eventos reales, y cómo su participación en este caso influyó en sus escritos posteriores.
La película se estrenó en Channel 5 en el Reino Unido el 23 de diciembre de 2018; convirtiéndose en el programa más popular de la cadena durante el periodo navideño y el segundo programa de ficción con mayor rating del año.

## Reparto
- Dean Andrews como Wade Miller
- Ruth Bradley como Agatha Christie
- Bebe Cave como Daphne Miller
- Amelia Rose Dell como Rosalind
- Richard Doubleday como Wilson
- Derek Halligan como Mr Todd
- Blake Harrison como Travis Pickford
- Pippa Haywood como Mabel Rogers
- Stacha Hicks como Florence Nightingale Shore
- Ralph Ineson como Detective Inspector Dicks
- Brian McCardie como Sir Hugh Persimmion
- Michael McElhatton como Sir Arthur Conan Doyle
- Tim McInnerny como Randolph
- Clare McMahon como Carlo
- Liam McMahon como Archibald Christie
- Seamus O'Hara como PC Spencer
- Luke Pierre como Zaki Hanachi
- Joshua Silver como Franklin Rose
- Samantha Spiro como Pamela Rose

## Producción
El rodaje tuvo lugar del 2 al 22 de octubre de 2018 en Irlanda del Norte. Las ubicaciones incluyeron Gray Abbey House en Greyabbey, el campo de golf Royal Belfast y el Museo del Transporte y la Gente del Ulster. Las escenas del tren se rodaron en Downpatrick y County Down Railway, utilizando tanto la estación de Downpatrick como la plataforma Loop, la última de las cuales estaba disfrazada como Polegate Junction.
Agatha and the Truth of Murder fue producida por Brett Wilson y dirigida por Terry Loane, y está protagonizada por Ruth Bradley en el papel homónimo de Agatha Christie. Bradley admitió sentir presión interpretando a Christie y utilizó la biografía de Laura Thompson (Agatha Christie: An English Mystery, 2007) "como una biblia".

## Secuelas
Dalton ha escrito otras dos películas secuelas, Agatha and the Curse of Ishtar y Agatha and the Midnight Murders.

## Estreno

### Transmisión
Agatha and the Truth of Murder se estrenó en el Reino Unido en Channel 5, el 23 de diciembre de 2018, a las 21 horas.

### Medios domésticos
La película se estrenó en Canadá y Estados Unidos como VOD en Netflix el 31 de enero de 2019.